# محمد کورتولوش
محمد کورتولوش (ترکی استانبولی: Mehmet Kurtuluş؛ زادهٔ ۲۷ آوریل ۱۹۷۲) هنرپیشه، و بازیگر سینما اهل ترکیه است. وی از سال ۱۹۹۳ میلادی تاکنون مشغول فعالیت بوده‌است.
از فیلم‌ها یا برنامه‌های تلویزیونی که وی در آن نقش داشته‌است می‌توان به تونل، در مقابل دیوار، در ماه ژوئیه، تعادل، بازی بزرگ، و ذهن سفید اشاره کرد.او همچنین در سریال ماه پیکر و سریال محافظ به ایفای نقش پرداخته است.